# Sozialismus in einem Land
Sozialismus in einem Land war das Schlagwort einer Doktrin in der Sowjetunion. Stalin richtete sie nach Lenins Tod gegen Leo Trotzki, einen parteiinternen Konkurrenten um die Macht. In den 1930er-Jahren wurde die Doktrin zur Staatsdoktrin der Sowjetunion erhoben.
Stalin berief sich in einer Rede, in der er das neue Programm bekannt gab, auf einen Artikel von Lenin aus dem Jahr 1915, riss dieses Zitat aber aus dem Zusammenhang. Zahlreicher und eindeutiger waren die Äußerungen Lenins, der Erfolg des Sozialismus in Russland hinge von der Weltrevolution ab. Im Herbst 1924 vertrat Stalin erstmals die These, dass Sozialismus in einem Land aufzubauen wäre. Bucharin griff Stalins These auf und begründete diese in seiner im April 1925 publizierten Broschüre Können wir Sozialismus in einem Land aufbauen, bei fehlendem Sieg des westeuropäischen Proletariats? Nach dem Erscheinen von Stalins Artikel Über die Fragen des Leninismus (К вопросам ленинизма) im Januar 1926 wurde diese Position zur offiziellen Partei-Doktrin. Die Anerkennung beziehungsweise Ablehnung von Stalins Theorem spaltete die alte bolschewistische Partei künftig in zwei Fraktionen und bildete die Scheidelinie zwischen Stalinisten und Trotzkisten. Mit der Niederlage der Linken Opposition auf dem XV. Parteitag der KPdSU 1927 setzte sich Stalins Doktrin schließlich als Parteilinie durch. Seine Doktrin wurde danach zu einem ideologischen Fundament der Lehre des Stalinismus sowie in der Folge Grundlage und Maßstab für die Innen- und Wirtschaftspolitik zum Aufbau des Sozialismus in der Sowjetunion. 
Begründet wurde die Doktrin mit dem Gesetz der Ungleichmäßigkeit der ökonomischen und politischen Entwicklung der kapitalistischen Länder. Die Verschärfung der Widersprüche zwischen den kapitalistischen Ländern in Folge der ungleichmäßigen Entwicklung schwäche die Weltfront des Imperialismus, daher könne die Kette der imperialistischen Front an ihrem schwächsten Glied durchbrochen werden, und der Sozialismus könne in wenigen Ländern, oder sogar in einem Land siegen. Laut marxistisch-leninistischer Theorie ist „Sozialismus in einem Land“ die einzig wahre Form des Internationalismus, da davon ausgegangen wird, dass dieses erste sozialistische Land (UdSSR) als „Hauptquartier“ für sozialistische Revolutionen in anderen Staaten dient. Das heißt also, dass die UdSSR als Ausgangspunkt für eine internationale Revolution dienen soll. Dies beinhaltet aber auch eine rapide Industrialisierung, um die Wirtschaft zu stärken und die Rückständigkeit zu überwinden. Laut Lenins Plan zur Industrialisierung der Sowjetunion müssen die Elektrifizierung und Schwerindustrie massiv ausgebaut werden, um gegen ausländische, imperialistische Invasionen zu schützen. Unter Stalin wurde der 1. Fünfjahresplan von 1928 bis 1932 angeblich bereits ein Jahr früher und zu über 300 Prozent erfüllt.
Leo Trotzki ging in seiner Artikelserie Kapitalismus oder Sozialismus? von der Möglichkeit aus, mit dem Sozialismus in einem Land zu beginnen, lehnte aber eine sowjetische Form des Nationalismus über einen längeren Zeitraum hinweg ab. Trotzki warnte, dass bei einem Weiterbestehen des Kapitalismus in der Welt der „Sozialismus in einem rückständigen Land unmittelbar mit den größten Gefahren konfrontiert wäre“. Der Sozialismus in Russland habe, so Trotzki im September 1926, eine wichtige symbolische Wirkung für den weltweiten Sieg. Seiner Meinung nach könne der Sozialismus in Russland „aufgebaut“ werden, wenn die Arbeiterklasse in revolutionären Kämpfen in anderen Ländern die Macht eroberte. Seine Rede vor dem 15. Parteikongress am 1. November 1926 stellte einen Generalangriff auf die Perspektive des „Sozialismus in einem Land“ dar.